# Kemi

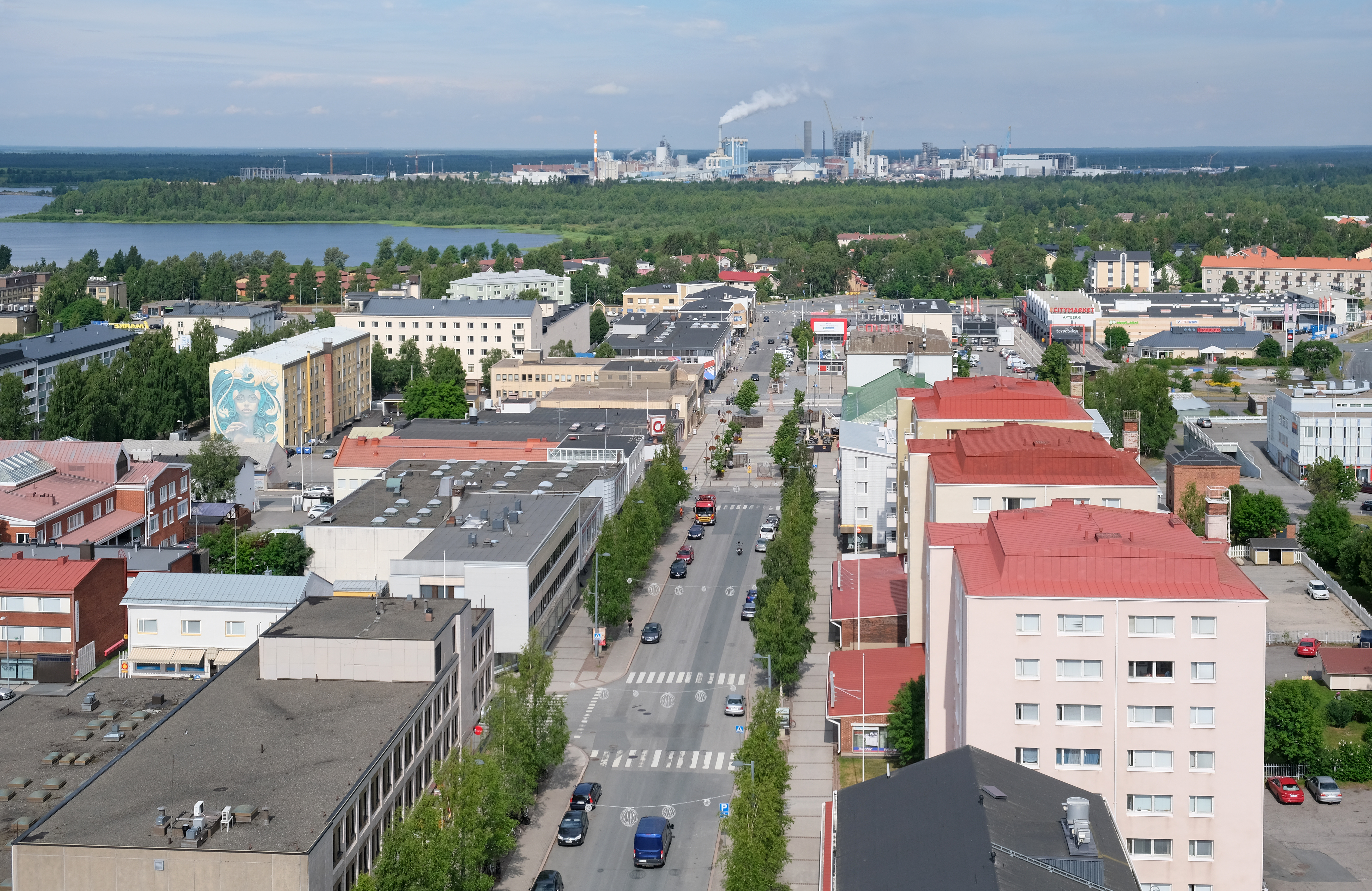
El centre de Kemi

Kemi (en sami Giepma) és una ciutat de la Lapònia finlandesa, es troba prop de la ciutat de Tornio. Va ser fundada l'any 1869 per raó de la seva proximitat a un port d'aigües profundes.
L'any 2009 tenia 22.651 habitants i ocupava la 45a posició entre les ciutats de Finlàndia.
La principal activitat econòmica de la ciutat són les seves dues grans factories papereres i l'explotació de l'única mina de crom d'Europa que es processa a Tornio. És molt famós el seu castell de neu que es refà amb diferent arquitectura cada any.
Disposa d'una universitat politècnica i d'aeroport.
És el lloc d'origen del grup musical Sonata Arctica.

## Ciutats agermanades
- Liptovský Mikuláš, Eslovàquia
- Severomorsk, Rússia

## Galeria

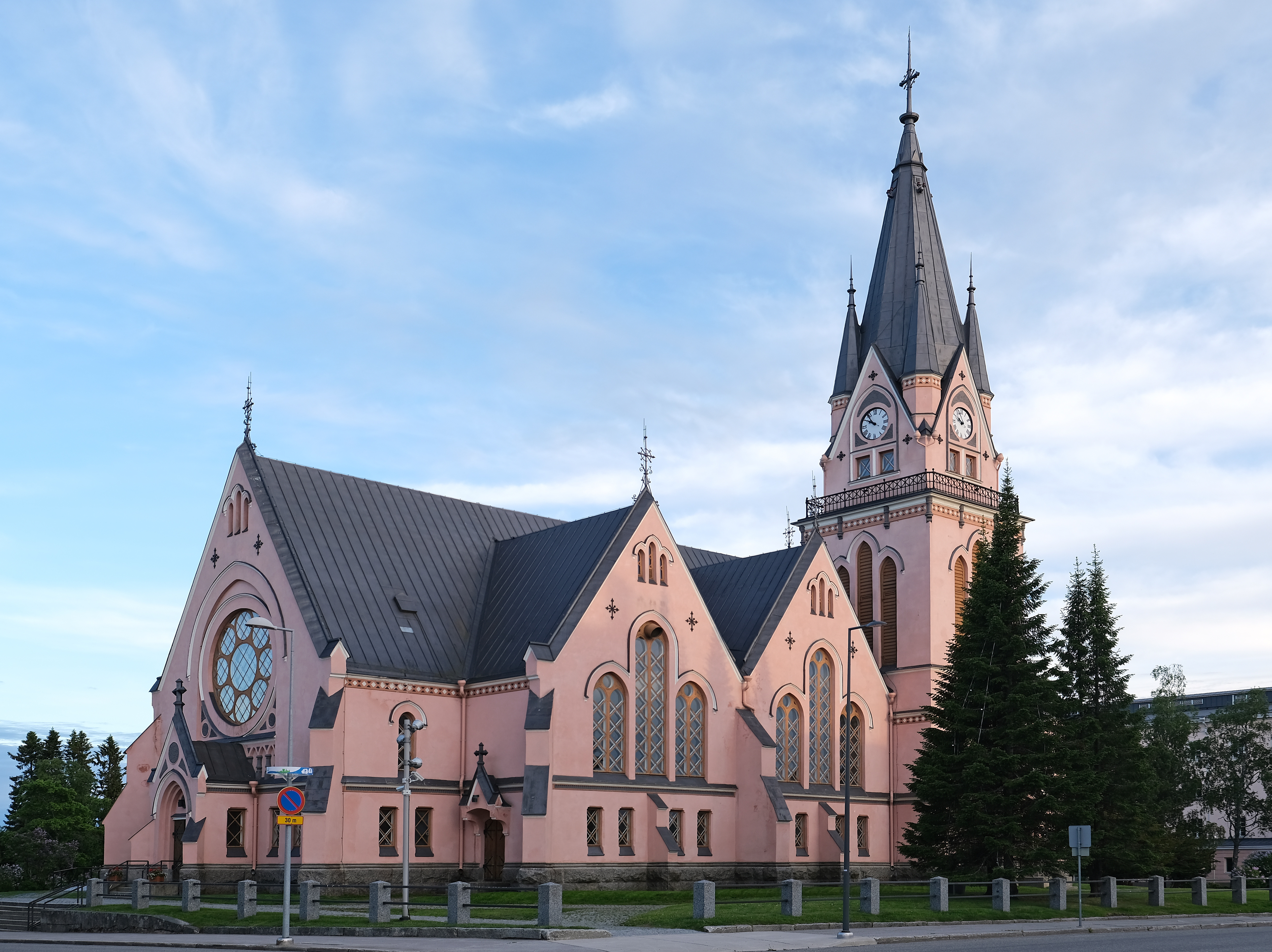
Església de Kemi
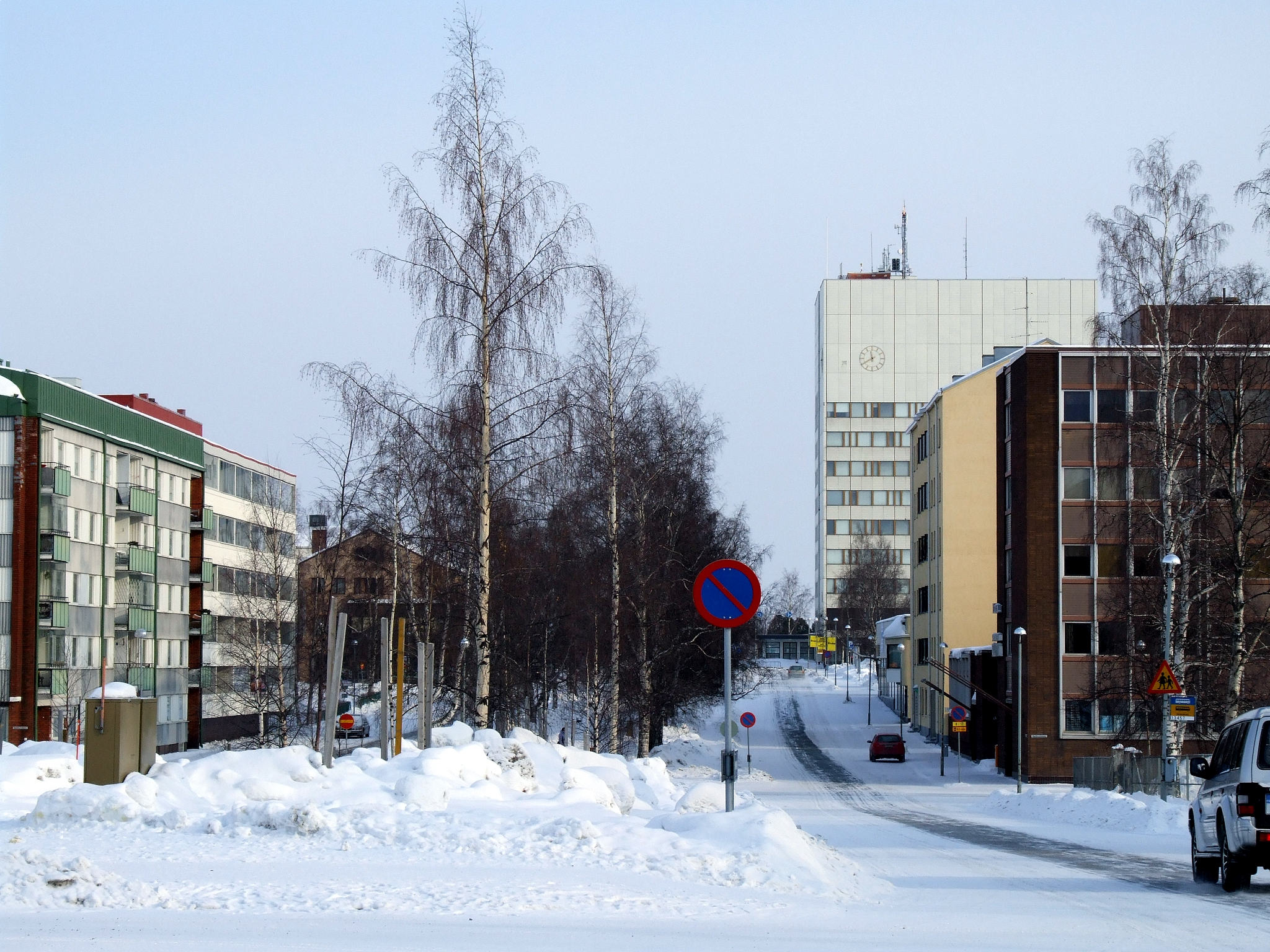
Carrer Meripuistokatu
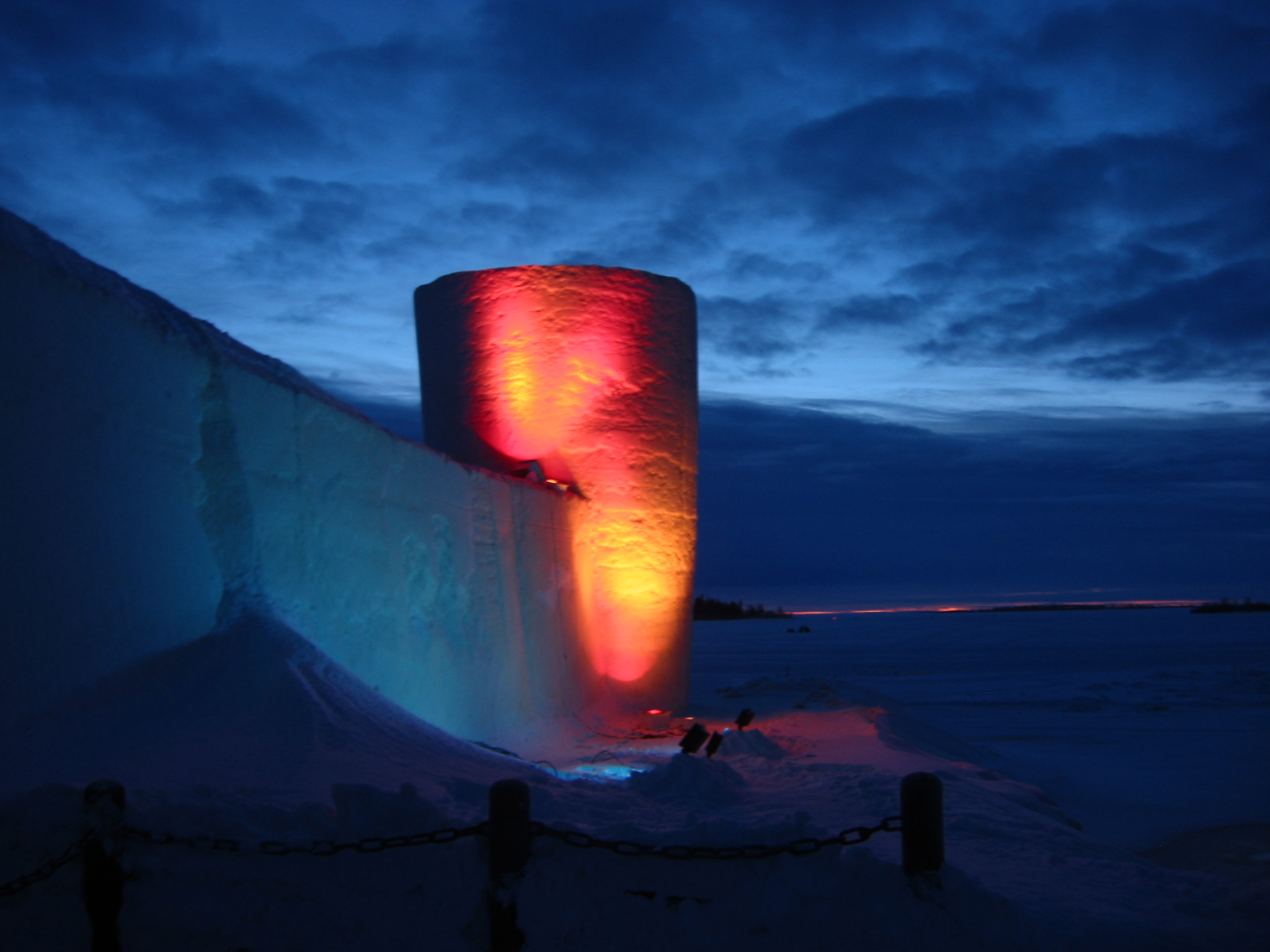
Castell de neu de Kemi